# Z이론
Z이론(Z理論)은 맥그리거의 X-Y 이론과 대비해 런드스테트(Sven Lundstedt)가 설정한 자유방임형 관리 방식으로, X이론이 권위주의적 관리를 대변하고 Y이론이 민주적 관리를 대변한다면, Z이론은 자유방임형의 관리 방식을 지칭한다. 에이브러햄 매슬로가 개발하였다.

## 같이 보기
- X-Y 이론
- W이론